# 北条霞亭
北条 霞亭（ほうじょう かてい、安永9年9月5日（1780年10月2日） - 文政6年8月17日（1823年9月21日））は、江戸時代の漢学者。志摩的矢出身。名は譲。字は子譲、士譲、景陽、通称は譲四郎。霞亭の他に天放生の号を用いた。

## 経歴
儒医北条道有の長男として誕生したが、家督を弟に譲って各地を遊学し、皆川淇園・広岡文台に師事したり、亀田鵬斎の塾に寄寓するなどして知識を深めた。文化5年（1808年）には的矢に帰郷し、隣国伊勢にある林崎書院で講義をした。
文化10年（1813年）に菅茶山の門人となり、その私塾の監督を委任され、やがて茶山の姪敬を娶った。文政2年（1819年）には備後福山藩に招聘され、藩校弘道館で講釈に励んだ。翌年には江戸に移り定住することとなったが、この頃から病気がちとなり文政6年（1823年）に没した。墓所は巣鴨の真性寺にあり、墓碑は頼山陽が記した。
鼻梁が高く眼光の鋭い面貌で、狷介で頑固一徹な人となりであったという。

## 伝記
- 森鷗外『北条霞亭』（新版「鴎外歴史文学集　第10・11巻」岩波書店）、小川康子・興膳宏による詳細な注・解説